# 遠藤光暁
遠藤 光暁（えんどう みつあき、1958年 - ）は、日本の中国語学者、青山学院大学教授。中国語音韻史・方言学、アジア地理言語学。

## 経歴
1958年に新潟県長岡市で生まれる。1976年に日中学院本科を卒業。1980年に慶應義塾大学文学部文学科中国文学専攻を卒業して、東京大学大学院人文科学研究科  中国語中国文学専門課程中国語学専攻修士課程へ進む。大学院在学中の1982年から1984年、中国・北京大学中国語言文学系漢語専業中国語学専攻に留学。1985年に東京大学大学院人文科学研究科中国語中国文学専門課程中国語学専攻第1種博士課程を単位未取得退学し、東京大学文学部助手となる。
1987年、青山学院大学経済学部専任講師となり、以降、1991年より助教授、1999年より教授。2016年「『脈訣』ペルシャ語訳の元代中国音研究」で早稲田大学より博士（文学）の学位を取得。NHKラジオ中国語講座の講師をつとめた。

## 著書
- 『中国音韻学論集』（白帝社） 2001
- 『漢語方言論稿』（好文出版） 2001
- 『となりの劉さん会話レッスン 入門を終えたら NHKラジオ中国語講座』（日本放送出版協会） 2004
- 『中国語のエッセンス』（白帝社） 2006
- 『元代音研究 『脈訣』ペルシャ語訳による』（汲古書院、青山学院大学経済研究所研究叢書） 2016
- 『漢語音韻論稿』（好文出版） 2017

### 共編著
- 『橋本萬太郎紀念中国語学論集』（余靄芹共編、内山書店） 1997
- 『我是猫 中国語初級テキスト 1』（董燕共著、白帝社） 1998
- 『話す中国語 基礎篇』（董燕共著、朝日出版社） 1998
- 『話す中国語 初級 - 中級篇』（董燕共著、朝日出版社） 1998
- 『読む中国語』（董燕共著、朝日出版社） 1999
- 『わかる中国語単語1000』（董燕共著、朝日出版社） 2000
- 『話す中国語 北京篇』全4巻（董燕共著、朝日出版社） 2001
- 『北京物語 話す中国語』（董燕共著、朝日出版社） 2002
- 『理香と王麗 (話す中国語)』（董燕共著、朝日出版社） 2004-2006
- 『話す中国語 セルフマスター』（董燕共著、朝日出版社） 2004
- 『書く中国語』（董燕共著、朝日出版社） 2007
- 『ともだち・朋友』（董燕共著、朝日出版社） 2008